# Депозит с возможностью досрочного частичного снятия
Депозит с возможностью частичного снятия - это банковский вклад, который предусматривает возможность неполного снятия денежных средств в рамках минимального остатка по депозиту.

## Почему такие депозиты хороши для вкладчиков?
Если депозит не предусматривает частичное снятие, то при получении денег по депозиту до момента закрытия вкладчик теряет доход. Депозит возвращается полностью по ставке до востребования, которая составляет 0,01 %. Это очень малая ставка и доход получается небольшой. Частичное снятие позволяет не терять доход. Сумма вклада уменьшается на сумму снятия, однако проценты продолжают начисляться по той же ставке, которая была на начало депозита. Вкладчик не теряет свои доходы.
Второй плюс для вкладчика — это удобство. Деньги всегда под рукой, часть из них можно потратить, если понадобится. Остальные будут лежать на вкладе и дальше приносить доход.

## Минусы депозитов с возможностью частичного снятия
- Главным минусом вкладов с частичным снятием является уменьшенная процентная ставка. Она обычно всегда ниже, чем по вкладам, не предусматривающим частичное снятие. Если ставка ниже, то доход по вкладу будет меньше. Кроме того такие вклады предлагают не все банки. В Сбербанке на 1 мая 2020 депозит с частичным снятием называется Вклад Управляй. Он имеет ставку 3.8%, которая ниже чем ставка по вкладам без частичного снятия.
- Кроме ставки некоторые банки устанавливают сумму неснижаемого остатка, поэтому снять всю сумму вклада иногда не получится.
- При открытии долгосрочного вклада по фиксированной ставке такие вклады не предполагают возможности частичного снятия[1].

## Аналоги вкладов с частичным снятием
Из аналогов вкладов с частичным снятием можно отметить накопительный счет. Основное отличие вклада и накопительного счета - это срок. Вклад открывается на определенный фиксированный срок и имеет фиксированную ставку. Ставка не меняется на весь срок и постоянна. У накопительного счета ставка может быть изменена в любой момент. И вклад и накопительный счет страхуются АСВ в пределах 1.4 млн. рублей, если банк, в котором открыт данный финансовый продукт входит в систему страхования вкладов

## Возможные ограничения банков
Если вы открыли вклад с возможностью частичного снятия, то нужно знать некоторые ограничения.
Снимать деньги становится невозможным за 1 месяц до окончания срока вклада (не во всех банках).
У некоторых банков есть неснижаемый остаток по вкладу. Это минимальный возможный остаток по вкладу. Если после снятия денег на вкладе меньше, чем минимальный остаток, то снятие невозможно (или возможно только на сумму, которая не позволит преодолеть минимальный остаток).